# 贵县古墓葬群
贵县古墓葬群位于中国广西壮族自治区贵港市港南区、港北区。1963年，列为第一批广西壮族自治区文物保护单位。
到2024年时，由于贵港市的城市发展，位于市区内的“贵县古墓葬群完整性遭到较大破坏，延续性面临严重威胁。”

## 考古发掘历史
1954年开始，随着黎湛铁路贵县段、贵县高中、贵县化工厂等工程建设的推进。考古工作者对贵县（今贵港市城区）的古墓葬和遗址进行多次考古发掘。
1954年至1955年4月，贵县城郊清理汉墓129座，其中西汉墓25座、东汉墓104座。最早的相当于西汉中叶，晚的可能到魏晋时期。共出土随葬品5017件，包括金银器、铜器、陶器、玉石器、兵器等。1954年2月，贵县高中建设体育场时，将学校内土堆铲平后，发掘出18座古墓葬。其中，有一座较大型的西汉晚期（或东汉初期）木椁墓。黎湛铁路贵县段建设时对大量古墓进行抢救性发掘。铁路新村、贵县火车站等地汉墓均出土大量文物。日后，成为广西壮族自治区博物馆和贵港市博物馆馆藏的重要文物。1955年10月23日至25日，在贵县县城北郊汶井岭清理几十座汉墓。11月27日，广西文物管理委员会田野考古工作组在贵县北门附近粮仓的西墙下清理出一座东汉墓。1956年7月，广西文管会为配合贵县城区和平大马路建设，在新牛岭发掘一批古墓葬。1956年4月间，对贵县东湖边新发现的汉墓进行清理。
1963年2月26日，广西僮族自治区人民政府将贵县古墓葬群列为第一批广西僮族自治区文物保护单位。1963年之后，在贵县古墓葬群的核心区的考古发掘仍在继续。1976年到1995年，贵县发掘并清理罗泊湾一号墓、二号墓和风流岭西汉墓等高等级汉墓，以及铁路新村（1982年发掘12座）、深钉岭（1991年发现40多座，清理25座）、孔屋岭（1991年清理36座，1994年清理1座）等汉墓。至2024年时，当地已累计发现或发掘古墓葬1000多座，出土各类文物1万多件，是广西壮族自治区博物馆、贵港市博物馆馆藏文物的主要来源。
贵港市城区（贵县）的古墓群分布密集，数量众多。古墓葬群年代上限至西汉，下限至清代，以汉代墓葬为主，规模、形制多样。有古墓留有高大的封土堆。

## 文物保护单位现状
贵县古墓葬群包含多个古墓葬，主要公布在今贵港市城区范围内，东起罗泊湾、南斗村、铁路桥，西及贵糖（集团）股份公司、西江农场场部，南到郁江南岸的南江村，北至民族中学、清井岭、三堆岭、金鸡岭、红岭顶等一带。南北约4.5公里，东西约7.5公里。2019年7月，贵港市文化广电体育和旅游局对贵港市政协五届四次会议第20190164号提案的答复提及，“发掘清理的古墓葬1000余座，由于历史的原因，大多数墓葬封土荡然无存，已属肉眼所难发现。目前贵港市中心城区建设日臻成熟，而贵县古墓葬群当前遗存的古墓葬存量已无法估算，其提档升级的难度堪忧。”2024年5月9日，贵港市自然资源局对市政协六届四次会议第20240080号提案协办意见的函，提及“随着城市化进程加快，受城市建设叠压、缺乏整体保护等历史原因影响，文物破坏严重与保护不力的矛盾日益突出，贵县古墓葬群完整性遭到较大破坏，延续性面临严重威胁。”
目前，贵县古墓葬群的保护范围为尚存封土堆的古墓葬，在其封土边缘周围外延伸20-50米范围内。建设控制地带为保护范围向外延伸30米范围内。相关政府文件提及贵县古墓葬群的两个子项——马鞍岭古墓1号墓和红岭顶古墓，均与港北区贵城街道登龙桥社区相关。